# Metioninska g-lijaza
Metioninska g-lijaza (EC 4.4.1.11, -metioninaza, metioninska lijaza, metioninaza, metioninska detiometilaza, L-metionin gama-lijaza, L-metionin metantiol-lijaza (deaminacija)) je enzim sa sistematskim imenom L-metionin metantiol-lijaza (deaminacija, formira 2-oksobutanoat). Ovaj enzim katalizuje sledeću hemijsku reakciju
-metionin + H2O {\displaystyle \rightleftharpoons } metantiol + 3 + 2-oksobutanoat (sveukupna reakcija)
(1a) L-metionin {\displaystyle \rightleftharpoons } metantiol + 2-amoniobut-2-enoat
(1b) 2-amoniobut-2-enoat + H2O {\displaystyle \rightleftharpoons } 2-oksobutanoat + NH3 (spontana reakcija)
Ovaj enzim je piridoksal-fosfatni protein.

## Literatura
- Nicholas C. Price; Lewis Stevens (1999). Fundamentals of Enzymology: The Cell and Molecular Biology of Catalytic Proteins (Third изд.). USA: Oxford University Press. ISBN 019850229X.
- Eric J. Toone (2006). Advances in Enzymology and Related Areas of Molecular Biology, Protein Evolution (Volume 75 изд.). Wiley-Interscience. ISBN 0471205036.
- Branden C; Tooze J. Introduction to Protein Structure. New York, NY: Garland Publishing. ISBN 0-8153-2305-0.
- Irwin H. Segel. Enzyme Kinetics: Behavior and Analysis of Rapid Equilibrium and Steady-State Enzyme Systems (Book 44 изд.). Wiley Classics Library. ISBN 0471303097.

## Spoljašnje veze
- Methionine+gamma-lyase на 